# Clipping (audio)

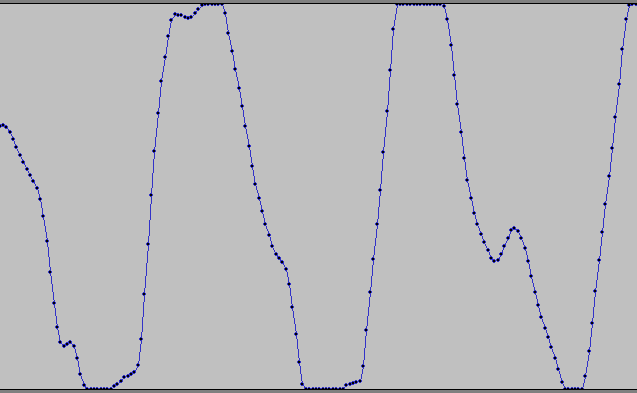
Afgekapte pieken

Bij het opnemen van audio is clipping het afgekapt worden van de pieken in de golfvorm als het dynamisch bereik overschreden wordt. Een overstuurd (krakend) geluid is het gevolg. Clipping of clippen kan schadelijk zijn voor de luidspreker, de spoel kan doorbranden bij langdurig te hard uitgestuurd signaal. Wanneer er regelmatig gelijkstroom als gevolg van de afgekapte pieken door een spoel stroomt, is er geen sprake meer van inductiewerking. De spoel gaat zich gedragen als weerstand waarbij de enige energieomzetting plaats kan vinden in de vorm van warmte. Om deze reden zijn er op mengpanelen en/of speakers vaak led's aanwezig die oplichten als er sprake is van te harde uitsturing naar de versterker en uiteindelijk de luidsprekers.